# The Blue Grass Boys
Cet article possède un paronyme, voir Blue Grass.
The Blue Grass Boys est un groupe de bluegrass américain. Il est formé en 1938 par Bill Monroe. Le groupe est à l'origine du mouvement musical homonyme dénommé bluegrass, emblématique des régions rurales d'une bonne partie du midwest et du sud des États-Unis.
Le nom du groupe est issu du surnom de l'état du Kentucky, The Blue Grass State, surnom qui renvoie à la fertilité des terres du Kentucky où pousse en abondance cette « herbe bleue » appelée pâturin en français.

## Biographie

### Débuts
Bill Monroe crée le groupe des Blue Grass Boys à la suite de la séparation en 1938 du groupe des Monroe Brothers, formé à l'origine par les trois frères Birch, Charlie et Bill Monroe. Après avoir lancé un premier groupe éphémère à Little Rock dans l'Arkansas, The Kentuckians, Monroe le transforme trois mois après en Blue Grass Boys et s'installe à Atlanta en Géorgie puis à Asheville en Caroline du Nord.
Le groupe se forme d'abord autour de Bill Monroe et de Cleo Davis, un jeune guitariste inexpérimenté qui se présente en août 1938 à la suite d'une petite annonce que passe Monroe. Ils commencent à animer un programme radio à Asheville, sur la station WWNC, où Monroe lance un nouvel appel pour constituer son groupe, ce qui lui permet de recruter successivement le violoniste Art Wooten puis Tommy Millard, percussionniste qui tient surtout un rôle d'animateur et de comédien blackface sur scène, mais sera vite remplacé par le contrebassiste Amos Garren. En avril 1939, la première version des Blue Grass Boys constitue donc un quartet composé de Davis, Wooten et Millard (puis Garren) autour de Bill Monroe.

### Premiers succès

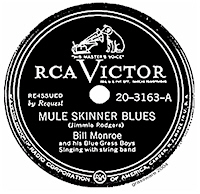
Premier titre de Bill Monroe and his Blue Grass Boys, chez Victor, 1939.

L'embauche d'Amos Garren permet de parvenir à une cohérence du son du groupe qui répond aux attentes de Bill Monroe, et cela coïncide avec l'accès à une station de radio plus importante sur la station WFBC à Greenville, en Caroline du Sud. Le 28 octobre 1939, le groupe fait son entrée dans le spectacle du Grand Ole Opry, émission radiophonique de Nashville qui constitue déjà une référence dans le milieu de la musique country. Leur reprise du Muleskinner Blues de Jimmy Rodgers obtient ce jour-là un vif succès, et la réputation de Bill Monroe ne se démentira jamais par la suite.
Le succès du Grand Ole Opry permet aux Blue Grass Boys d'accroître leur audience bien au-delà de Greenville. L'arrivée en 1940 de Tommy Magness, un autre violoniste auteur notamment du célèbre Orange Blossom Special, entame une série de nombreuses modifications dans la composition du groupe, qui ne cessera pas jusqu'à la fin du groupe en 1996. Des musiciens qui joueront parfois un rôle déterminant par la suite sont intégrés au groupe, comme Chubby Wise (violon) en 1943 et Howard Watts (contrebasse) en 1944.

### Tournant de 1945
Deux nouveaux musiciens rejoignent les Blue Grass Boys en 1945 : le chanteur et guitariste Lester Flatt en mars, et surtout Earl Scruggs en décembre. Scruggs, banjoïste de génie, fait connaître sa technique du picking à trois doigts et montre toute l'étendue de son talent au sein de la formation de Bill Monroe, contribuant largement à l'extension du succès du groupe. Cette brève période (Flatt et Scruggs quittent le groupe dès 1948 pour fonder ensemble les Foggy Mountain Boys) est un moment-clé dans la vie du groupe, duquel on peut dater certains des meilleurs spectacles et enregistrements.

## Influences
Des dizaines de musiciens américains (Vassar Clements, Kenny Baker, Sonny Osborne, etc.) croisent le chemin des Blue Grass Boys au fil des années, que ce soit pour des tournées, des engagements courts ou longs, ou pour des enregistrements de studio. La forte personnalité, parfois autoritaire, de Bill Monroe pousse à la fois à un renouvellement fréquent mais permet aussi de conserver une véritable cohérence qui influence considérablement les musiciens de bluegrass aux États-Unis comme ailleurs dans le monde.